# Legionnaire (videojuego de 1982)
Legionnaire  es un videojuego de guerra para la serie deAtari 8-bit creada por Chris Crawford en 1982, y lanzada a través de Avalon Hill. Recreando las campañas de Julio César en un semi-encuadre histórico, el jugador comanda las legiones Romanas en batallas de tiempo real contra los bárbaros.
Similar al recientemente estrenado Frente Oriental (1941) en términos de apariencia y jugabilidad,[2] Legionnaire añadió al ordenador como adversario en tiempo real, y es uno de los ejemplos más tempranos de un vidoejuego de táctica en tiempo real (RTT). [cita necesitada]
En el juego, el jugador toma el control de los romanos, jugando el rol de Julio César y dando órdenes a sus fuerzas en tiempo real. El ordenador juega como tribus bárbaras genéricas, en azul, con las legiones del jugador en rosa. Hay tres tipos de unidades: la infantería representada por una espada, caballería por una cabeza de caballo, y la Guardia Imperial del propio Julio César por una águila.[3] Las órdenes se dan a las unidades moviendo el cursor por encima de ellas con un joystick y luego manteniendo presionado el botón del joystick; las órdenes existentes son representadas con una flecha en movimiento, y las órdenes nuevas pueden introducirse pulsando el joystick en las cuatro direcciones cardinales.

Juego medio en Legionnaire. Las fuerzas Romanas se están posicionando en un cerro (el rosa es la elevación más alta), a la espera de la llegada de las fuerzas bárbaras que se mueven desde las derecha. La legión de Cicerón está seleccionada, bajo el cursor cuadrado rosa, y la pantalla muestra que está en el proceso de moverse a una ubicación nueva, mostrado en azul.

Como Frente Oriental, el campo de batalla de Legionnaire consta de un gran tablero con cuadrículas que poseen varias características geográficas mostradas por encima. A diferencia de Frente Oriental, el mapa nuevo incluye altitudes variables, mostrados como series de líneas de contorno. El movimiento está afectado por los contornos así como por el terreno subyacente, haciendo el combate de posiciones una parte importante de la estrategia global del juego. La pantalla muestra sólo una porción pequeña del mapa entero a la vez, desplazandose alrededor de él cuándo el cursor llega al borde de la pantalla. A diferencia de Frente Oriental, el mapa no contiene ninguna ciudad o ubicaciones estratégicas, y el juego inicia con ambas fuerzas colocadas en ubicaciones aleatorias en el mapa.
Mientras el jugador está introduciendo órdenes para sus unidades, el ordenador está calculando movimientos para sus propias unidades. Una forma básica de multitasking fue implementado para tener el trabajo "facíl" de leer el joystick y grabar las interacciones del jugador. El jugador está obligado a buscar al enemigo en el mapa y entonces intentar reunir sus unidades a una luchar en terreno favorable. El reto está en hacerlo rápido, antes de que llegue el enemigo y ataque a tus unidades. Como en Frente Oriental, el AI no es particularmente fuerte, pero la acción en tiempo real hace el juego más difícil, así como se  eliminaron varios "trucos" que uno podría utilizar para engañar a la IA.
El juego carece de cualquier componente estratégico en el gameplay, así que es posible para el jugador sencillamente moverse a una posición ventajosa, formar una línea defensiva, y esperar. Históricamente, las fuerzas Romanas eran en general mucho más expertos en combate cercano que sus adversarios bárbaros y ganarían en cualquier lucha uno a uno. El sistema de puntaje del juego intento evitar esto, dando más puntos a las victorias más rápidas. Para obtener una puntuación más alta el jugador está forzado a buscar y atacar las unidades bárbaras en condiciones que no podría ser tan favorable y las cuáles, sin retiradas rápidas después del combate, podría resultar en ser rodeados o agotarse.